# Péladanomanie
Péladanomanie is een term die in Vlaamse bibliofiele kringen wordt gehanteerd voor een bijna pathologische verzamelwoede van boeken en parafernalia van de Péladandynastie, voornamelijk van Joséphin Péladan.

## Verzamelwoede
Deze Péladanomanie heeft tot gevolg dat vele Péladanverzamelaars er een privé-bibliotheek over Péladan op nahouden, waarbij ze bepaalde titels in alle verschillende edities en op alle verschillende soorten papier verzamelen.
Op veilingen worden deze werken, net zoals zijn brieven, foto's en andere documenten, verhandeld voor prijzen die buiten het bereik liggen van de gewone lezer of bestudeerder van zijn werken. Het gevolg is dat het moeilijk wordt om alle teksten van deze auteur in handen te krijgen. Een bijkomend probleem is dat een aantal van zijn werken in kleine oplage werd gedrukt (350 tot 500 exemplaren) terwijl de Péladanomanen op enkele duizenden in de wereld worden geschat.

## Uitbreiding
Wanneer andere auteurs op de boekenveilingen onrealistisch hoge prijzen halen, wordt bij uitbreiding van het begrip ook vaak over Péladanomanie gesproken, hoewel deze boeken niets met Péladan te maken hebben.